# Sid Meier’s Civilization VII
Sid Meier’s Civilization VII — компьютерная игра в жанре глобальной пошаговой стратегии, разработанная студией Firaxis Games. Седьмая номерная часть в серии игр Civilization. Релиз игры состоялся 11 февраля 2025 года для Windows, macOS, Linux, PlayStation 5, Xbox Series X/S и Nintendo Switch.

## Геймплей
Как и в предыдущих играх серии Civilization, игрок управляет неким государством в масштабах долгого исторического времени. Его цель — добиться господства в мире тем или другим способом, включая военные действия, дипломатию или культурную экспансию. В отличие от предыдущих игр и подобно игре Humankind, государство игрока в Civilization VII — не неизменный народ-этнос, а «империя», которая меняется с переходом из одной эпохи в другую: например, на смену Древнему Египту может прийти Аббасидский халифат. Прохождение игры разделено на три «эпохи» — Античность, эпоха Великих географических открытий и Современность. «Лидеры» — государственные деятели, основанные на известных исторических фигурах вроде Хатшепсут или Авраама Линкольна — во все века остаются теми же самыми, продолжая руководить изменившейся цивилизацией. Они уже не привязаны к какой-то конкретной «цивилизации», и игрок может выбрать в начале игры любое сочетание лидера и народа.
Города в Civilization VII делятся на «большие» и «маленькие» — в маленьких городах нельзя задать строительство какого-либо объекта, они лишь производят золото. Потратив большую сумму золота, игрок может преобразовать город в большой. При смене эпох все города, кроме столицы империи, вновь становятся «маленькими». В игре нет больше отдельных отрядов рабочих — улучшения клеток наподобие шахт строятся автоматически при расширении границ поселения. Сложная система городских районов была упрощена — они делятся просто на городские и сельские, где на городских клетках могут находиться два здания, а на сельских — улучшения вроде шахт и плантаций. В отличие от предыдущих игр, военные отряды не получают уровней и новых навыков — «прокачиваются» лишь полководцы, дающие различные бонусы отрядам на соседних клетках. Эти полководцы бессмертны и спустя некоторое время после гибели «воскресают» в столице.

## Разработка
17 февраля 2023 года Хизер Хейзен стала новой главой студии Firaxis Games и объявила о разработке новой полноценной части серии Civilization. Эд Бич продолжил свою работу в качестве креативного директора.
7 июня 2024 года в рамках мероприятия Summer Game Fest вышел анонсирующий трейлер Sid Meier’s Civilization VII, был объявлен год выхода игры — в 2025 году, а также то, что игра выйдет на PC и консолях. На Gamescom 2024 был представлен геймплейный трейлер игры, а также дата выхода — 11 февраля 2025 года.

## Отзывы критиков
| Сводный рейтинг       | Сводный рейтинг |
| Агрегатор             | Оценка          |
| --------------------- | --------------- |
| Metacritic            | PC: 80/100      |
| OpenCritic            | 81/100          |
| Иноязычные издания    |                 |
| Издание               | Оценка          |
| Destructoid           | 9/10            |
| Digital Trends        | 4/5             |
| Edge                  | 9/10            |
| Eurogamer             | [ 11 ]          |
| GameSpot              | 8/10            |
| GamesRadar+           | 4/5             |
| IGN                   | 7/10            |
| PCGamesN              | 7/10            |
| Shacknews             | 9/10            |
| The Guardian          | 5/5             |
| VG247                 | 4/5             |
| Video Games Chronicle | 5/5             |
| Русскоязычные издания |                 |
| Издание               | Оценка          |
| StopGame.ru           | «Проходняк»     |

Civilization VII получила «в целом положительные» отзывы от критиков, согласно сайту-агрегатору рецензий Metacritic. Критики высоко оценили игровой процесс, доработанные механики дипломатии и ведения военных действий. Особый интерес вызвала обновлённая система эпох, которых теперь три, каждая со своим уникальным набором цивилизаций. Также похвалы удостоились визуальная составляющая и музыкальное сопровождение. Однако среди недостатков были отмечены недостаточно информативный интерфейс, чрезмерное упрощение некоторых элементов игрового процесса, нехватка контента, а также отсутствие возможности отключить новую систему эпох.
Син Вега из Eurogamer оценила игру в 2 балла из 5, отметив, что несмотря на наличие интересных идей, их реализация оставляет желать лучшего. В результате игровой процесс временами становится однообразным и недостаточно увлекательным. Кроме того, журналистка раскритиковала боевую систему и дипломатическое взаимодействие, назвав их утомительными и недостаточно проработанными. Она также обратила внимание на отсутствие выраженной индивидуальности у лидеров различных государств — они демонстрируют схожее поведение и не имеют ярко выраженных предпочтений, что негативно сказывается на разнообразии игрового опыта.